# Huyện Narsingdi
Narsingdi là một huyện thuộc division Dhaka, Bangladesh. Huyện này có diện tích 1141 km², dân số năm 2002 là 1891281 người, mật độ dân số là 1658 người/km².